# Universidad de Bluffton

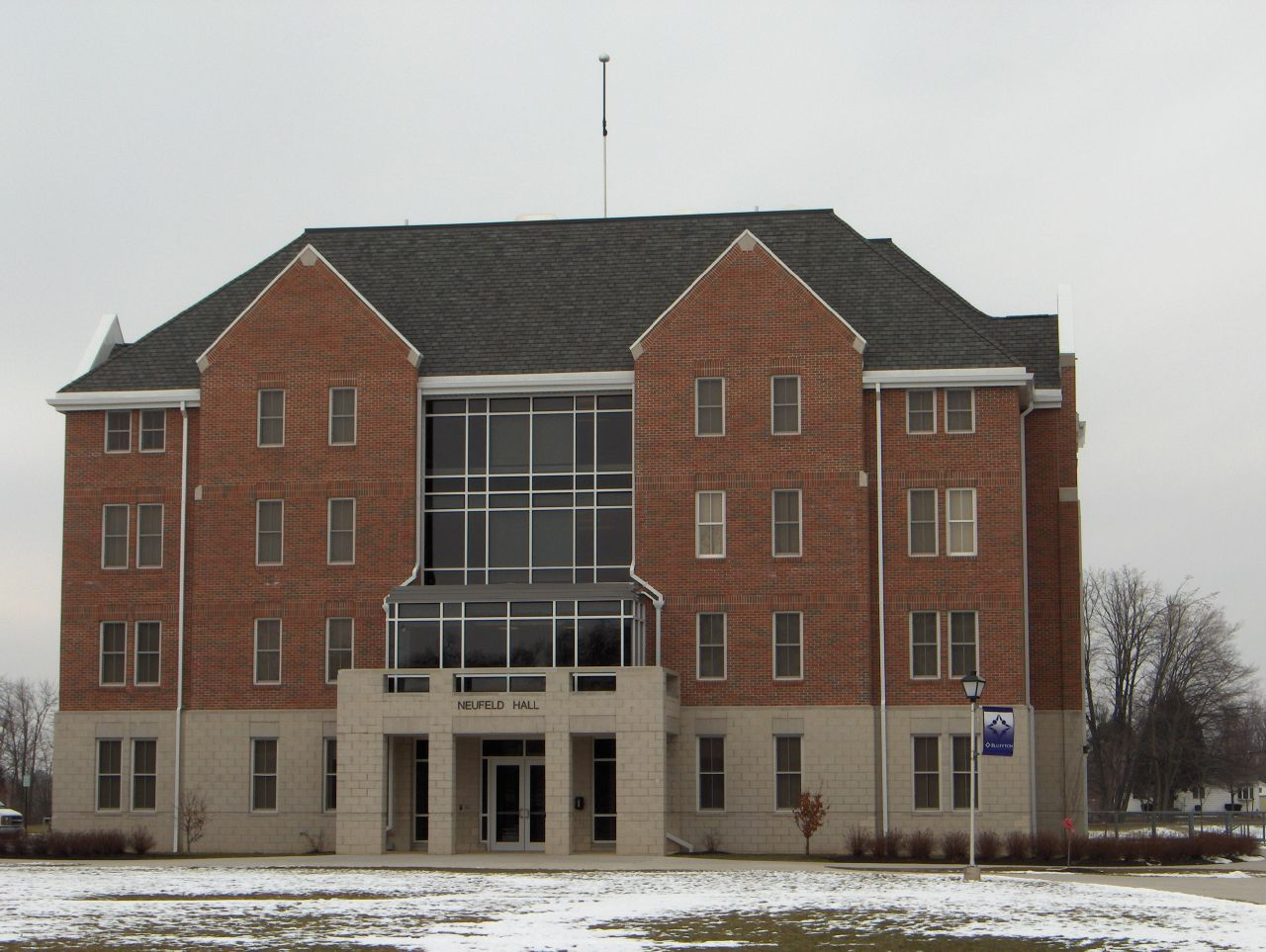
Imagen de la institución.

La Universidad de Bluffton (Bluffton University) es una universidad cristiana de las artes liberales.  Está asociada con la Iglesia Menonita de los Estados Unidos.  La Universidad de Bluffton está en Bluffton, Ohio.  Empezó en 1899 como la Universidad  Central Menonita, pero el nombre cambió al Colegio de Bluffton (Bluffton College) en 1913, y después cambió otra vez a la Universidad de Bluffton en 2004.  Bluffton “quiere preparar estudiantes de todos orígenes para la vida y para su vocación, para ser ciudadanos responsables, para servir todas personas, y finalmente, para el reino universal de Dios.”

Lema: La verdad librará

Establecido: 1899 

Tipo: privada, universidad menonita

Afiliación religiosa: Iglesia Menonita EE. UU.

Dotación: $19.518.286

El Presidente: James (Jim) Harder

Los estudiantes: 1.115

•	Pregrado: 1.001

•	Postgrado: 114

Localización: Bluffton, Ohio, Estados Unidos

40,896⁰ N 83,898⁰ W

Campus: 234 acres (rural)

Colores: púrpura real y blanco

Apodo: Los Castores

Mascota: J Denny Beaver

Página web: www.bluffton.edu

Bluffton ofrece estudios académicos en 40 especialidades y más de 20 concentraciones secundarias, un programa de licenciatura para adultos en gestión organizativa, maestría en educación, administración de empresas y concentraciones de salud.  

La Universidad de Bluffton tiene el certificado de autorización de la Junta de Regentes de Ohio para conferir licenciaturas de arte, ciencia, maestría de arte en educación,  maestría de arte en gestión organizativa y maestría en administración de empresas.  La universidad de Bluffton está autorizado por el Higher Learning Commission, un miembro del North-Central Association, y  por el Council of Christian Colleges and Universities.  

Cuando los estudiantes toman los exámenes, no hay ningún profesor en el salón de clases.  En cambio, se espera que los estudiantes no copien en los exámenes.  También se espera que ellos informen al profesor si un estudiante copió en el examen. Los estudiantes tienen que escribir la promesa de honor en sus exámenes y firmarla con sus nombres. 
La promesa de honor: No soy consciente de ninguna ayuda inapropiada habiendo sido dado o recibido durante este examen.

- Datos: Q886141
- Multimedia: Bluffton University / Q886141